# Jennifer Ulrich
Jennifer Ulrich (Berlim, 18 de outubro de 1984) é uma atriz alemã que estrelou o filme A Onda.

## Carreira
Jennifer Ulrich começou a carreira de atriz com Meninas Não Choram, lançado em 2002, em que ela interpretou o papel de Yvonne. Após participar de filmes tais como Partículas Elementares em 2006, e Sete Dias Domingo em 2007, ela estrelou o filme de 2008 A Onda.

## Filmografia
| Ano  | Título                 | Papel      | Notas        |
| ---- | ---------------------- | ---------- | ------------ |
| 2002 | Meninas Não Choram     | Yvonne     | Estreia      |
| 2006 | Partículas Elementares | Johanna    |              |
| 2007 | Sete Dias Domingo      | Ella       |              |
| 2008 | A Onda                 | Karo       | Protagonista |
| 2010 | As Donas da Noite      | Charlotte  | Protagonista |
| 2014 | Meet Me in Montenegro  | Friederike |              |